# В семье не без священника
«В семье не без священника», также известен под названием «Если Господь пожелает» (итал. Se Dio Vuole) — итальянский комедийно-драматический фильм, снятый Эдоардо Фальконе. Мировая премьера картины состоялась 26 октября 2015 года на Токийском международном кинофестивале, а в Украине — 8 июня в рамках недели «Нового итальянского кино» Киевского кинофестиваля «Молодость». Цифровой релиз в России состоялся в 2021 году.

## Сюжет
Фильм рассказывает о семьянине Томмазо, сын которого сообщает семье что-то неожиданное. Андреа, студент-медик, объявляет на семейной вечеринке, что хочет стать священником. Томмазо, успешный кардиохирург и убеждённый атеист, ошеломлён и раздражён. При помощи своего зятя Джанни он намерен предотвратить катастрофическую, по его мнению, ошибку горячо любимого потомка.

## В ролях
- Марко Джаллини — Томмазо
- Алессандро Гассман — отец Пьетро
- Лаура Моранте — Карла
- Илария Спада — Бьянка
- Эдоардо Пеше — Джанни
- Энрико Ойтикер — Андреа

## Восприятие
Фильм был отмечен рядом наград и номинаций, включая премии «Давид ди Донателло»  и «Серебряная лента» за  режиссёрский дебют.